# Ricky Chan Jet Soe
Ricky Chan Jet Soe is een Surinaams bestuurder en politicus. Hij zat in verschillende besturen van inheemse Surinamers. Hij is lid van de politiek Amazone Partij Suriname (APS). Tijdens de verkiezingen van 2020 kandideerde hij voor de APS op de lijst van de PRO/APS in Wanica.

## Biografie
Chan Jet Soe was sinds 2011 secretaris voor de Organisatie van Inheemsen in Suriname (OIS). Daarnaast is hij sinds 2011 voorzitter van Indigenous Culture Event, een modeshowcompetitie in de Congreshal in Paramaribo tussen ontwerpers van inheemse klederdracht. Om de achterstand van inheemsen terug te dringen, werd hij in december 2014 lid van de Nationale Reparatie Commissie Suriname (NRCS); op dat moment had 81% van de inheemse bevolking geen mulo-diploma.
Hij is lid van de politieke partij APS. Voor deze partij kandideerde hij in het district Wanica tijdens de verkiezingen van 2020 op de lijst van de PRO, waar de APS mee samenwerkt. De partijcombinatie verwierf echter geen zetels.